# Лэм, Пэт
Патрик Ричард Лэм (англ. Patrick Richard Lam, родился 29 сентября 1968 в Окленде) — новозеландский и самоанский регбист, известный по выступлениям на позиции восьмого в ряде клубов чемпионата Англии и за сборную Самоа, действующий главный тренер английского клуба «Бристоль Бэрз».

## Игровая карьера
Учился в Сент-Питерс-Колледже в Графтоне, был капитаном сборной средних школ Новой Зеландии. Выступал на позиции оттянутого нападающего в командах провинций Окленд и Норт-Харбор в чемпионате провинций Новой Зеландии и за «Крусейдерс», позже переехал в чемпионат Англии. В первом сезоне за «Ньюкасл Фэлконс» провёл 22 матча и завоевал титул чемпиона Англии. После победы перешёл в «Нортгемптон Сэйнтс», с клубом выиграл Кубок Хейнекен 1999/2000. В сезоне 2001/2002 вернулся на один сезон в «Ньюкасл Фэлконс», после чего завершил карьеру.
Лэм сыграл один неофициальный матч за «Олл Блэкс» в 1992 году против команды Сиднея. Официально же был заигран за сборную Самоа, дебютировав на чемпионате мира 1991 года. Был капитаном сборной, представив Самоа на трёх чемпионатах мира вплоть до 1999 года — в 1991 и 1995 годах его команда выходила в четвертьфинал вопреки многим ожиданиям. Провёл пять матчей за престижный международный клуб «Барбарианс»: в 2002 году вышел на замену в игре против Англии и занёс попытку, в том же году был капитаном в игре против Уэльса и занёс ещё одну попытку, принеся победу клубу. После этого матча официально завершил карьеру

## Тренерская карьера
В 2003 году Лэм был назначен помощником тренера сборной Шотландии перед чемпионатом мира по регби в Австралии. В 2004—2008 годах тренировал команду Оклендского регбийного союза, а также сборную государств Тихоокеанского региона «Пасифик Айлендерс» в 2006 году. В 2009—2012 годах — главный тренер клуба «Блюз» в Супер Регби.
В 2012 году Лэм стал тренером сборной Самоа на время турне: команда благодаря серии побед заняла 8-е место в рейтинге World Rugby и попала во вторую корзину чемпионата мира в Англии. В сезоне 2013/2014 он руководил клубом «Коннахт» в Про12, и 28 мая 2016 года «Коннахт» под руководством Лэма впервые выиграл Про12, нанеся поражение в финале «Ленстеру» 20:10. Летом 2017 года Лэм принял предложение «Бристоля» стать главным тренером.
2 июня 2019 года Пэт Лэм будет руководить клубом «Барбарианс» в матче против Англии.

## Достижения

### Игрок
- Чемпион Англии: 1997/1998
- Победитель Кубка Хейнекен: 1999/2000
- Игрок года по версии Ассоциации игроков в регби: 2000[17]

### Тренер
- Победитель Кубка ITM: 2005, 2007
- Чемпион Про12: 2016
- Почётный доктор Ирландского национального университета в Голуэе (17 октября 2016)[18]

## Семья
Двоюродный брат — Дилан Майка (1972—2018), в прошлом регбист, фланкер сборной Самоа; занял 4-е место на чемпионате мира 1999 года в составе новозеландской сборной. Племянник — Бен Лэм, также регбист, винг клуба «Харрикейнс» и команды Веллингтона, чемпион Игр Содружества 2014 по регби-7 в составе сборной Новой Зеландии.
Сын Пэта, Митч, выступает за ирландскую команду «Коннахт Иглз» — в 2019 году он пытался получить право выступать в основном составе «Коннахта» в связи с обилием травм игроков основного состава, но получил отказ в связи с тем, что является иностранцем.